# Kassina schioetzi
Espèce
Statut de conservation UICN

 LC  : Préoccupation mineure
Kassina schioetzi est une espèce d'amphibiens de la famille des Hyperoliidae.

## Répartition
Cette espèce se rencontre en Afrique de l'Ouest, :
- dans le centre de la Côte d'Ivoire ;
- dans l'extrême Sud-Est de la Guinée.

Sa présence est incertaine au Ghana.

## Étymologie
Cette espèce est nommée en l'honneur d'Arne Schiøtz.

## Publication originale
- Rödel, Grafe, Rudolf & Ernst, 2002 : A review of West African spotted Kassina, including a description of Kassina schioetzi sp. nov.. Copeia, vol. 2002, p. 800-814.